# Радіоастрономічна обсерваторія «Зеленчуцька»
«Зеленчуцька» — радіоастрономічна обсерваторія (РАО) біля станиці Зеленчуцька, Зеленчуцький район, республіка Карачаєво-Черкесія, Росія. Заснована у 2001 році Інститутом прикладної астрономії (ІПА) РАН
Є Зеленчуцьким відділом ІПА РАН.
Це другий з трьох спостережних пунктів РНДБ мережі «Квазар-КВО»: «Світле», «Зеленчуцька» і «Бадари». Основний інструмент обсерваторії — радіотелескоп РТФ-32 — використовується в національних і міжнародних (EVN, IVS, Радіоастрон) астрономічних спостереженнях.

## Розташування
За 8 км на південь від центру станиці Зеленчуцька.
За 4,5 км на північ від обсерваторії знаходиться РАТАН-600, найбільший у своєму роді радіотелескоп у світі.

## Історія
2001 рік — РАО «Зеленчуцька» введена в дослідну експлуатацію.
2002 рік — обсерваторія працює в штатному режимі.
2004 рік, 8 жовтня — радіотелескоп РТФ-32 почав брати участь у регулярних спостереженнях у складі мережі IVS (Міжнародна служба РНДБ спостережень для астрометрії та геодезії).

### Завідувачі обсерваторією
- з 2005 року: Дяков Андрій Олександрович.

## Інструменти обсерваторії
- РТФ-32 — повноповоротний прецизійний радіотелескоп з діаметром головного дзеркала D = 32 м і фокусною відстанню F = 11,4 м; робочий діапазон довжин хвиль від 1,35 до 21 см; антенна система - модифікована схема Кассегрена. Конструкцію РТФ-32 розроблена ЦНДІПБК ім. Н.П. Мельникова[4][5].
- РТ-13 — 13-метровий радіотелескоп, побудований у 2015 році[6].
- Vaisala WXT510 — автоматична цифрова метеостанція.
- Javad GNSS Delta-G3T — GPS/ГЛОНАСС-приймач.
- Сажень-ТМ — лазерний далекомір. Перші успішні спостереження геодезичних супутників були проведені 18 травня 2011 року[7].

## Напрямки досліджень
- Радіоінтерферометрія з наддовгими базами;
- Астрометрія;
- Астрофізика: 
  - Сонце[8] і планети сонячної системи;
  - Галактичні і позагалактичні об'єкти (наднові, мікроквазари, квазари, гамма-спалахи тощо)[9];
- Геодинаміка.

## Основні досягнення
- з 2004 року учасник мережі IVS (Міжнародної служби РНДБ спостережень для астрометрії та геодезії)[3].
- з листопада 2009 року учасник мережі EVN (Європейська РНДБ мережа)[10][11].